# アイデルシュテット
アイデルシュテット (ドイツ語: Eydelstedt, 低地ドイツ語: Eidelstee) は、ドイツ連邦共和国ニーダーザクセン州ディープホルツ郡のザムトゲマインデ・バルンストルフに属す町村（以下、本項では便宜上「町」と記述する）である。

## 地理

### 位置
アイデルシュテットは、デュンマー自然公園とヴィルデスハウザー・ゲースト自然公園との間に位置している。ブレーメンとオスナブリュックとのほぼ中間にあたる。この町は、フレッケン・バルンストルフに行政機関を置くザムトゲマインデ・バルンストルフに属している。

### 自治体の構成
この町は5つの地区からなっている。
- ドンストルフ（ハイトマンスハウゼン、エーゲルリーデ、クラウゼン、ダンホレン、ホルテ、ノイ＝ホルテ、ドンストルフを含む）
- デルペル（シャレン、デルペルを含む）
- デュステ（ヘルムスミューレ、アウフルト、ヘルカンプ、ノイ＝アウフルト、デュステを含む）
- アイデルシュテット（ゴーテル、ホルツオルト、ノイ＝アイデルシュテット、ハスラウ、クレーターブッシュ、ハイデ、トラクセルジートルング、アイデルシュテットを含む）
- ヴォールシュトレック（ブロックマンスハウゼン、シュトゥッベン、ビュルテン、オーエ、ハルティンゲン、ホレン、クラウスハイデ、ヴテナウ、ローゲ、シールホルツ、ノイ＝シールホルツ、クラケールを含む）

## 歴史
1974年3月1日に、ドンストルフ、デルペル、デュステ、ヴォールシュトレックが合併した。
冷戦時代の1961年から1988年までヒュルスマイヤー兵舎にナイキ・ハーキュリーズ・ミサイルを有する第25防空ロケット大隊のために、アメリカ軍の核保管庫があった。

## 行政

### 議会
アイデルシュテットの町議会は11議席からなる。これは人口1001人から2000人のザムトゲマインデに属す町村議会の議員定数に調整議席を加えたものである。議員は5年ごとに住民による選挙で選出される。

### 首長
町議会は、町議会議員のフリードリヒ・ボーケルマン (WGE) を名誉職の町長に選出した。

## 文化と見所

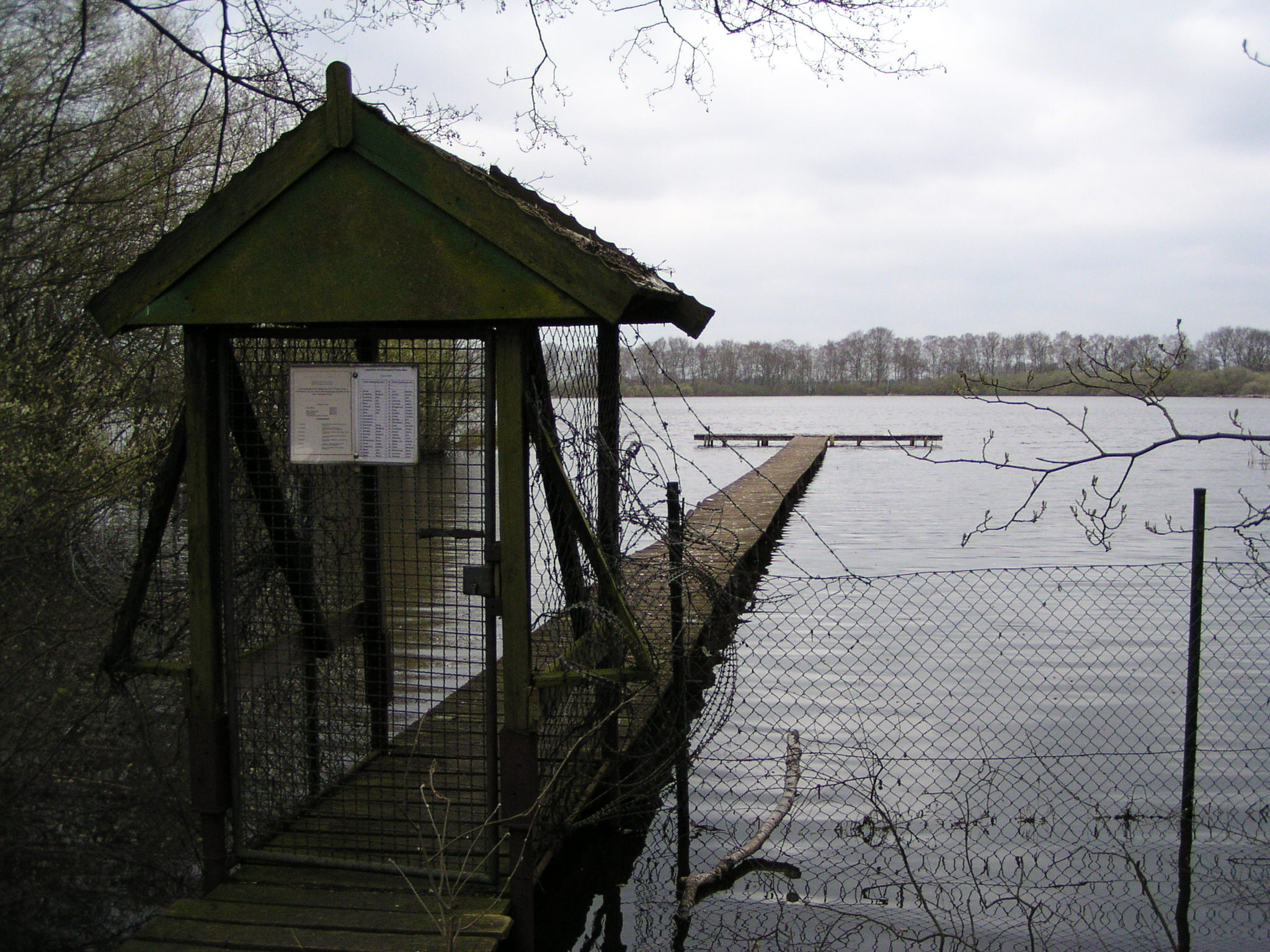
グローセス・メーア自然公園、ホルテ近郊

### 自然保護区
- グローセス・メーア。アイデルシュテットの南 5 km に位置する。1942年から自然保護下にある。面積は 24.6 ha である。

### 建築
アイデルシュテットの建造文化財リストには27件が登録されている。

## 経済と社会資本

### 交通
町の西側約 3 km を連邦道 B51号バッスム - オスナブリュック線が通っている。

### クラブ、機関
- アイデルシュテット合唱団
- 各地区の消防団
- キフホイザー同友会アイデルシュテット/ヴォールシュトレック
- アイデルシュテット射撃協会1911
- デルペル射撃協会　1913年設立
- ドンストルフ射撃協会
- デュステ＝レヒテルン射撃協会　1907年設立
- ヴォールシュトレック射撃協会　1908年設立
- スポーツクラブ SV DEDWD ジューラ 67

## 人物

### 出身者
- クリスティアン・ヒュルスマイヤー（1881年 -　1957年）企業家、発明家。レーダーの発明者。